# Nijmegen Pirates
I Nijmegen Pirates sono una squadra di football americano di Nimega, nei Paesi Bassi, fondata nel 1995.

## Dettaglio stagioni

### Tornei nazionali

#### Eredivisie
| Stagione | regular season | regular season | regular season | regular season | regular season | regular season | playoff | playoff | playoff | playoff | playoff | playoff    | playoff             |
|          | Vin            | Par            | Per            | Tot            | PF             | PS             | Vin     | Per     | Tot     | PF      | PS      | risultato  | avversaria          |
| -------- | -------------- | -------------- | -------------- | -------------- | -------------- | -------------- | ------- | ------- | ------- | ------- | ------- | ---------- | ------------------- |
| 2013     | 2              | 0              | 6              | 8              | 101            | 203            | -       | -       | -       | -       | -       | -          | -                   |
| 2014     | 2              | 0              | 5              | 7              | 41             | 194            | 0       | 1       | 1       | 7       | 51      | Semifinale | Amsterdam Crusaders |
| 2015     | 0              | 0              | 10             | 10             | 44             | 271            | -       | -       | -       | -       | -       | -          | -                   |
| Totale   | 4              | 0              | 21             | 25             | 186            | 668            | 0       | 1       | 1       | 7       | 51      |            |                     |

Fonti:  Enciclopedia del Fooball Americano, su warriorsbologna.it.

#### Eerste Divisie
| Stagione | regular season | regular season | regular season | regular season | regular season | regular season | playoff | playoff | playoff | playoff | playoff | playoff   | playoff    |
|          | Vin            | Par            | Per            | Tot            | PF             | PS             | Vin     | Per     | Tot     | PF      | PS      | risultato | avversaria |
| -------- | -------------- | -------------- | -------------- | -------------- | -------------- | -------------- | ------- | ------- | ------- | ------- | ------- | --------- | ---------- |
| 2017     | 4              | 0              | 4              | 8              | 132            | 107            | -       | -       | -       | -       | -       | -         | -          |
| 2018     | 4              | 0              | 6              | 10             | 166            | 181            | -       | -       | -       | -       | -       | -         | -          |
| 2019     | 2              | 0              | 5              | 7              | 57             | 124            | -       | -       | -       | -       | -       | -         | -          |
| Totale   | 10             | 0              | 15             | 25             | 355            | 412            | -       | -       | -       | -       | -       |           |            |

Fonti:  Enciclopedia del Fooball Americano, su warriorsbologna.it.

### Riepilogo fasi finali disputate
| Anno           | Luogo | Evento     | Fase del torneo | Incontro                               | Risultato |
| 22 giugno 2014 |       | Eredivisie | Semifinale      | Amsterdam Crusaders - Nijmegen Pirates | 37 - 13   |

## Palmarès
- 1 Runners-Up Bowl (2012)